# マルティン・ビスカラ
マルティン・アルベルト・ビスカラ・コルネホ（スペイン語: Martín Alberto Vizcarra Cornejo、スペイン語発音: [maɾˈtin alˈβeɾto βisˈkara koɾˈnexo] ( 音声ファイル) 、1963年3月22日 - ）は、ペルーの政治家。同国第67代大統領（在任: 2018年3月23日 - 2020年11月9日）、モケグア県知事（2011年 - 2014年）、運輸通信相（2016年 - 2017年）、駐カナダ大使（2017年 - 2018年）を歴任した。
2016年の大統領選挙に、中道右派政党「変革のためのペルー国民」のペドロ・パブロ・クチンスキ陣営の第一副大統領候補として立候補し、当選。クチンスキの大統領辞任にともない、2018年3月23日に大統領に就任した。しかし2020年11月9日に議会で罷免決議が可決され失職した。

## 経歴
アメリカ革命人民同盟 (APRA) 党員のセサル・ビスカラ・バルガスと小学校教諭のドリス・コルネホの子として、リマで生まれる。セサルはペルー南部のモケグアの名士で、モケグア市長や1978年の憲法制定議会議員などを歴任したが、肺の合併症の治療のため、当時はリマにいた。
モケグアで初等中等教育を受けた後、1984年にリマの国立工科大学を卒業。経営大学院 (ESAN) でも学び、経営学の学位を得た。
地元のモケグアで政治活動をはじめ、2006年の知事選挙にAPRAから立候補したが、惜しくも落選した
。2008年には、鉱山会社から村々への補償金が不平等であることに抗議する「モケグアーソ」という運動を率い、リマで閣僚らに直談判した。閣僚らは事態解決のため必要な措置を取ることに同意し、これがきっかけとなってビスカラはさらなる政治的野心を持った。
2011年から2014年末まで、モケグア県知事を務めた。在任中、モケグア県の社会的指標は向上し、汚職問題も改善した。『ワシントン・ポスト』はこれを、ペルーにおける「まれな一例」として評価した。また、新たに開発される予定の銅鉱山によって、水道水が汚染されると危惧する地元住民らと、鉱山会社のアングロ・アメリカン社のあいだで生じていた紛争の調停にも動き、事態解決に大きく寄与した。

2016年の総選挙後には、ペルーの第一副大統領に就任した。この総選挙に、ビスカラは変革のためのペルー国民から、大統領候補のペドロ・パブロ・クチンスキとともに立候補していた。就任直後から、ビスカラは他の大臣職も兼務することとなった。
運輸通信相には1年ほど在任し、2017年末から翌年初頭にかけて立て続けに発生し、大きな被害をもたらした洪水の復旧復興などにあたった。
クスコのチンチェーロ国際空港建設事業にからむ贈収賄疑惑では、多くの契約を取り消し、会計検査院による捜査が終結するまで事業を取りやめた。しかし、野党からの批判が高まり、証人喚問もされるに及んで、洪水被害からの復興という役目があったにもかかわらず、ビスカラは辞任を表明した。その後は国民の注目を避けるため、カナダ大使に任命された。

### 大統領職
大統領のクチンスキが贈収賄疑惑で辞任した2018年3月23日、ビスカラはカナダから帰国し、大統領に就任した。大統領宣誓式では、汚職は「もうたくさんだ」と述べ、ペルーからそうした悪習を一掃するため、陣頭指揮を取ると公約した。
ノーベル文学賞作家のマリオ・バルガス・リョサは、ビスカラについて「資質は十分にある」とした上で、他のペルーの政治家が政治的な論議に巻き込まれている一方で、ビスカラは「法の範囲内で行動している」と評価している。大統領就任の1週間後にイプソス社が実施した世論調査では、ビスカラを支持すると答えた回答者は57%、不支持は13%、どちらでもないが30%であった 。
| 「             | われわれには、子どもたちやペルーの将来世代に遺産を残す責務がある。 | 」 |
| —2018年4月17日 |                                                                    |    |

2018年4月17日、ビスカラは気候変動法に署名した。同法は環境省に現状より多くの予算を投じることを可能にし、あわせて気候変動問題に関する各省庁連携の枠組みを構築することをねらったものであった。この種の法律が、南米諸国で成立したのは初めてであった。ビスカラは気候変動問題はもはや無視できないと述べ、ペルー政府には将来の国民によりよい環境を提供するため、一丸となって取り組む責務があるとした。
同年7月28日には、政権全体に波及した汚職疑惑を受けて、民間の政治献金の禁止、議員の再選禁止、一院制から両院制への移行の3点を問う国民投票を呼びかけた。これに対してAPRAやフジモリ派の人民勢力党は、ケイコ・フジモリが警察に一時拘束された翌日の10月11日、ビスカラの提案した3点を退け、自らの主張に合うよう内容を修正した上で、国民投票に合意した。国民投票は12月9日に実施され、二院制への移行を除く3点が賛成多数で承認された。二院制はビスカラも当初支持していたが、フジモリ派が多数を握る国会が国民投票の内容を変更したことで、反対にまわっていた。
その後、ビスカラは汚職対策のための政治改革に乗り出すが人民勢力党との対立が深まり、2019年9月、議会はビスカラが事態打開策として提出した議会解散法案を否決し、またビスカラが反対していた憲法裁判所の判事の改選を議会が行った。これを理由に9月30日、ビスカラはテレビ演説で議会の解散を宣言し、新首相にビセンテ・セバジョスを任命。人民勢力党はこれを違憲として認めず、解散が宣告された議会でビスカラを12カ月の停職とする決議を86対0で可決し、メルセデス・アラオス副大統領を大統領代行に指名した。2020年9月11日には議会がビスカラに対する弾劾手続き開始を賛成65、反対36、棄権24票で可決した。弾劾決議案は9月18日に議会で賛成32、反対78、棄権15票で否決された。
その後、モケグア州知事だった2014年に公共工事受注の見返りに受注した不動産開発業者から約62万ドル（約6500万円）の賄賂を受け取ったとする疑惑が浮上し、同国憲法上で定められている『恒久的な倫理的不能』に当たるとして罷免決議案が提出された。ビスカラ自身は疑惑を否定したものの、2020年11月9日の議会で8時間の審議が行われた末に罷免決議が賛成105、反対19、棄権4票で可決され失職した。マヌエル・メリーノが暫定大統領に就任したが同年11月15日にはメリーノも辞任を表明。同年11月16日、元世界銀行職員のフランシスコ・サガスティが暫定大統領に就任した。

## 政治姿勢
政治的には中道とされる。ビスカラ自身は父から政治信条を受けついだとして、父の導きで社会問題に関心を持つようになったと語っている。その一方で企業との関係も重視しており、「傾聴すること」や「積み重ねること」を尊重する。支持者からは、複雑な状況をとりまとめる力を持つ「橋渡し役」との評価がある。